# Поберсхау
Поберсхау (њем. Pobershau) општина је у њемачкој савезној држави Саксонија. Једно је од 69 општинских средишта округа Ерцгебирге. Према процјени из 2010. у општини је живјело 2.054 становника. Посједује регионалну шифру (AGS) 14521480.

## Географски и демографски подаци
Поберсхау се налази у савезној држави Саксонија у округу Ерцгебирге. Општина се налази на надморској висини од 550 метара. Површина општине износи 5,4 km². У самом мјесту је, према процјени из 2010. године, живјело 2.054 становника. Просјечна густина становништва износи 380 становника/km².

## Међународна сарадња
| Мјесто | Држава | Врста сарадње | Од    |
| ------ | ------ | ------------- | ----- |
|        | Чешка  | партнерство   | 1973. |
| Извор  |        |               |       |